# Sains-Richaumont
Sains-Richaumont je naselje in občina v severnem francoskem departmaju Aisne regije Pikardije. Leta 2011 je naselje imelo 1.033 prebivalcev.

## Geografija
Kraj se nahaja v pokrajini Thiérache 35 km severno od središča departmaja Laona.

## Administracija
Sains-Richaumont je sedež istoimenskega kantona, v katerega so poleg njegove vključene še občine Berlancourt, Chevennes, Colonfay, Franqueville, Le Hérie-la-Viéville, Housset, Landifay-et-Bertaignemont, Lemé, Marfontaine, Monceau-le-Neuf-et-Faucouzy, La Neuville-Housset, Puisieux-et-Clanlieu, Rougeries, Saint-Gobert, Saint-Pierre-lès-Franqueville, Le Sourd, Voharies in Wiège-Faty s 4.475 prebivalci.
Kanton je sestavni del okrožja Vervins.